# Phillips (Wisconsin)
Phillips is een plaats (city) in de Amerikaanse staat Wisconsin, en valt bestuurlijk gezien onder Price County.

## Demografie
Bij de volkstelling in 2000 werd het aantal inwoners vastgesteld op 1675. In 2006 is het aantal inwoners door het United States Census Bureau geschat op 1547, een daling van 128 (-7,6%).

## Geografie
Volgens het United States Census Bureau beslaat de plaats een oppervlakte van 9,0 km², waarvan 7,2 km² land en 1,8 km² water. Phillips ligt op ongeveer 440 m boven zeeniveau.

## Plaatsen in de nabije omgeving
De onderstaande figuur toont nabijgelegen plaatsen in een straal van 32 km rond Phillips.